# 波蒂斯 (堪薩斯州)
波蒂斯（英語：Portis）是一個位於美國堪薩斯州奧斯伯恩縣的城市。

## 地方資料
根據2020年美國人口普查的數據，波蒂斯的面積為0.68平方千米，當中陸地面積為0.68平方千米，而水域面積為0.00平方千米。當地共有人口86人，而人口密度為每平方千米126.47人。